# Doeschka Meijsing

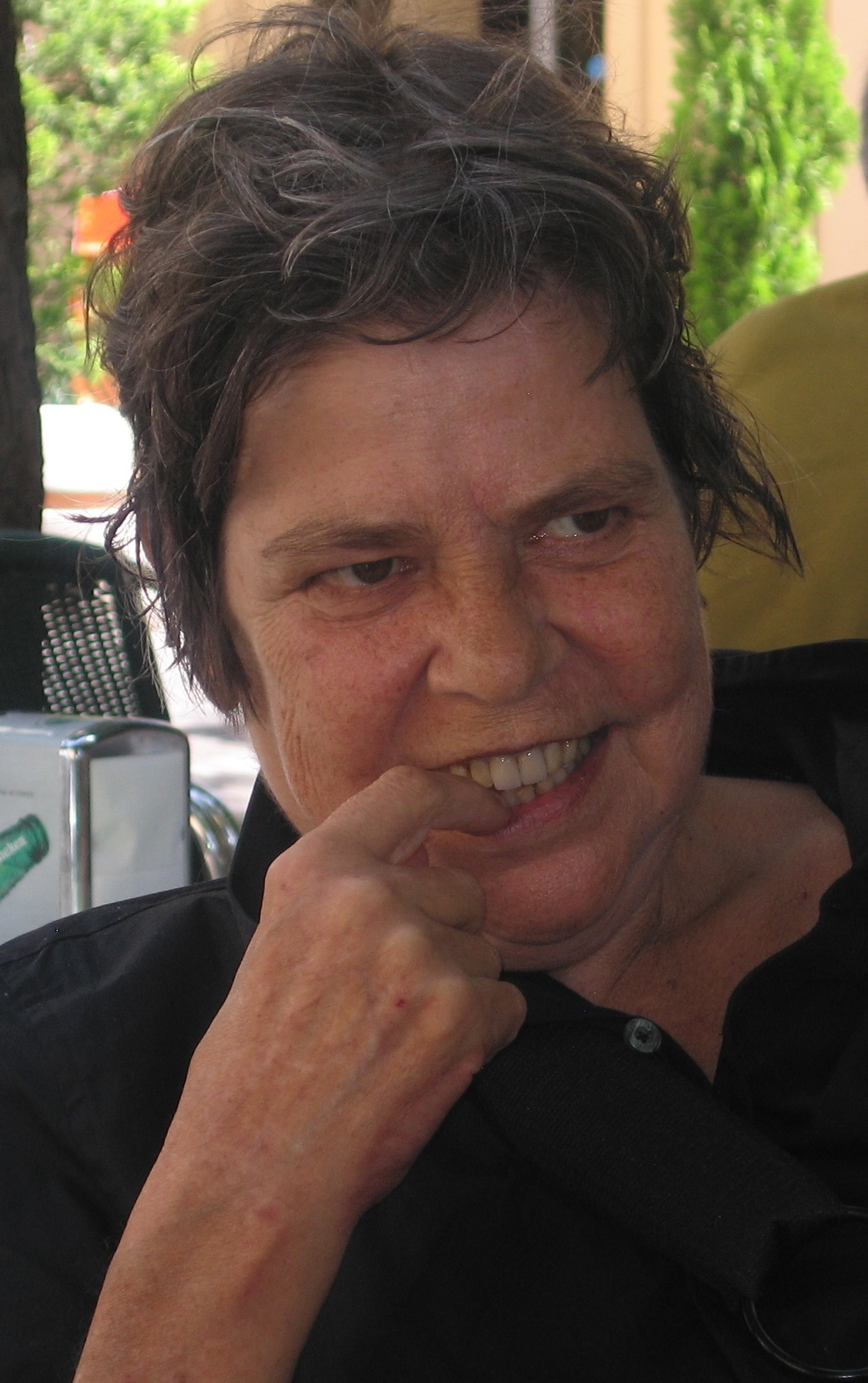
Doeschka Meijsing (2011)

Maria Johanna „Doeschka“ Meijsing (* 21. Oktober 1947 in Eindhoven; † 30. Januar 2012 in Amsterdam) war eine niederländische Journalistin und Schriftstellerin.

## Leben
Maria Johanna Meijsing wurde in Eindhoven geboren und wuchs in Haarlem auf. Sie studierte Niederländisch und Allgemeine Literaturwissenschaften an der Universität von Amsterdam. Von 1971 bis 1976 unterrichtete sie am St. Ignatiusgymnasium. Bis 1978 arbeitete sie als Wissenschaftliche Mitarbeiterin am Institut für Niederlandistik der Universität Amsterdam. Ab 1978 wurde sie Journalistin beim politischen Wochenmagazin Vrij Nederland. Von 1987 bis 1999 schrieb sie für das politische Magazin Elsevier.
Mit der Kurzgeschichtensammlung De hanen en andere verhalen veröffentlichte Meijsing 1974 ihr erstes Werk. Insgesamt wurden fünf ihrer Werke in die Deutsche Sprache übersetzt. Bei Droemer Knaur erschienen Der Katze hinterher, Tiger aus Glas und Utopia, bei Beltz & Gelberg erschien Robinson und beim Deutschen Taschenbuchverlag erschien 1999 Der Weg nach Caviano. Meijsing war homosexuell und lebte mit unterschiedlichen Frauen in Beziehung. Für ihren letzten 2008 erschienenen Roman Over de liefde diente ihre Beziehung zu der niederländischen Journalistin Xandra Schutte als Inspiration. Für dieses Werk wurde sie unter anderem mit dem AKO Literatuurprijs, dem F. Bordewijk-prijs und dem Opzij Literatuurprijs ausgezeichnet.
Trotz ihrer Homosexualität äußerte sich Meijsing mehrfach kontrovers und vereinzelt auch negativ über homosexuelle Beziehungen, Ehe und die Nachkommenschaft.
Am 30. Januar 2012 verstarb Meijsing an den Komplikationen eines chirurgischen Eingriffes.

## Werke
- 1974: De hanen en andere verhalen
- 1976: Robinson
  - Robinson. Beltz & Gelberg (1988), 91 Seiten, ISBN 3-407-80676-0
- 1977: De kat achterna
  - Der Katze hinterher. Droemer Knaur (1984), 171 Seiten, ISBN 3-426-08011-7
- 1980: Tijger, tijger!
  - Tiger aus Glas. Droemer Knaur (1985), 127 Seiten, ISBN 3-426-08029-X
- 1982: Utopia of De geschiedenissen van Thomas
  - Utopia, Droemer Knaur (1989), 155 Seiten, ISBN 3-426-08030-3
- 1982: Zwaluwen en Augustein
- 1985: Ik ben niet in Haarlem geboren
- 1986: Paard Heer Mantel
- 1987: Beer en Jager
- 1988: Hoe verliefd is de toeschouwer?
- 1990: De beproeving
- 1992: Vuur en zijde
- 1994: Beste vriend
- 1996: De angstige waakhond
- 1996: De weg naar Caviano
  - Der Weg nach Caviano, Deutscher Taschenbuchverlag (1999), 179 Seiten, ISBN 3-423-24173-X
- 2000: De tweede man
- 2002: 100% chemie
- 2005: Moord en doodslag
- 2008: Over de liefde

## Auszeichnungen (Auswahl)
- 1981: Multatuli-Preis
- 1997: Annie Romeinprijs
- 2008: AKO Literatuurprijs
- 2008: F. Bordewijkpreis
- 2008: Opzij Literatuurprijs